# 恭福帝姬
恭福帝姬（1126年—1129年），為北宋第八代皇帝宋徽宗在北宋滅亡前所生的最幼皇女，母不详。
《宋会要辑稿》称她在宣和元年（1119年）七月封恭福帝姬。但《建炎以来系年要录》称在靖康之变时（1127年）恭福帝姬，刚刚周岁，金人不知，故没有被金人掳走。且《宋会要》把恭福帝姬排在34位公主最末，此“宣和元年”可能是“靖康元年”之误。《靖康稗史》称恭福帝姬已被乱兵所害，显然与传世史料对应不上，为作者谢家福自行演绎。建炎三年（1129年）薨逝，宋高宗追封妹妹为隋國公主。